# Joint Strike Fighter (jeu vidéo)
Pour les articles homonymes, voir JSF.
Joint Strike Fighter (JSF) est un simulateur de vol de combat créé en 1998, mettant en scène les avions expérimentaux américains Lockheed Martin X-35 et Boeing X-32 issus du programme JSF. Développé par Innerloop Studios, le jeu a été édité par Eidos Interactive. Le moteur 3D du jeu a, par la suite, été réutilisé dans le jeu Project IGI d'Innerloop Studios.

## Principe du jeu

### Campagnes solo
Il y a quatre campagnes différentes dans les théâtres d'opérations suivants :
- Défendre l'Afghanistan contre une invasion russe.
- Aider la Corée du Sud dans le cadre d'un conflit avec la Corée du Nord.
- Aider le gouvernement de Colombie à combattre les cartels de la drogue.
- Défendre la Finlande contre une invasion russe dans la Péninsule de Kola.

Le scénario de chaque campagne est prévu pour être ouvert. Les cibles sont identifiées par les services de renseignement au fur et à mesure des vols du joueur ou du temps écoulé entre les vols. Pour terminer la campagne, tous les objectifs marqués comme "primaires" doivent être détruits. Les autres objectifs (secondaires et non prioritaires) peuvent et parfois doivent être détruits afin de pouvoir accéder en sécurité aux sites des cibles primaires. Les objectifs peuvent être :
- un avion en particulier (A-50 ou Il-76),
- une escadrille de chasse ou de bombardement en vol ou au sol,
- un navire,
- une installation radar,
- un convoi de véhicules terrestres,
- un quartier général,
- une usine,
- une centrale nucléaire.

À chaque vol, le joueur choisit l'armement de son appareil ainsi que le nombre de ses équipiers. Il est possible de laisser s'écouler le temps entre deux missions afin d'effectuer des missions de nuit.
Au delà d'un certain nombre de pertes en hommes et en appareils la campagne est perdue. La perte d'un appareil n'est forcément pas assortie de la perte du pilote car celui-ci peut rejoindre à pied une base alliée après s'être éjecté.

### Combat rapide solo
Les avions ennemis arrivent par vagues successives et doivent être éliminés. La partie se termine quand le joueur est abattu.
Au départ, le joueur choisit : le théâtre d'opération, l'heure, la météo, le nombre de ses coéquipiers ainsi que le nombre et le type des appareils de chaque vague ennemie. Il n'y a aucune défense antiaérienne au sol dans ce mode de jeu, seuls les avions combattent.
Les missiles Air-Air peuvent être désactivés pour tous les joueurs pour limiter le combat au dogfight.

### Mode multijoueur
Jusqu'à 8 joueurs humains peuvent s'affronter dans un mode similaire au combat rapide solo. Le ravitaillement en armes se fait en traversant des "cercles" présents en plein ciel.
Les parties sont jouées par Internet (modem), réseau local (IP/IPX) ou connexion directe série.

### Gestion des dommages de l'appareil
L'appareil du joueur peut être endommagé en divers endroits :
- Moteur : en feu
- Ailes : fuite de carburant
- Trains d'atterrissage : risque de crash à l'atterrissage
- Cellule (ailes et fuselage) : perte de maniabilité

## Système de jeu

### Contrôler l'avion
Le joueur peut contrôler l'appareil avec le clavier, la souris et éventuellement un joystick.
Le cockpit virtuel est modélisé en 3D avec six écrans multifonctions disposant de boutons placés autour. Ces boutons peuvent être actionnés avec la souris ou en utilisant des raccourcis clavier. Ces écrans multifonctions permettent d'accéder aux fonctions les moins courantes : configurer l'affichage du radar, consulter l'état de dommage de l'appareil, son stock et sa consommation de carburant, configurer l'affichage de la carte, etc.

### Les vues
Le jeu propose différentes vues pour :
- l'appareil du joueur :
  - vue cockpit virtuel avec ou sans les mouvements de la tête dus au facteur de charge
  - vue externe (statique, poursuite ou fly-by)
- les appareils des coéquipiers (vue externe statique, poursuite ou fly-by)
- les appareils alliés (vue externe statique, poursuite ou fly-by)
- les appareils ennemis (vue externe statique, poursuite ou fly-by)
- les missiles tirés par le joueur (vue externe statique ou fly-by ainsi qu'une vue interne simulant une caméra vidéo placée dans la tête du missile)

D'autres vues externes sont disponibles pour l'avion du joueur :
- Regarder l'avion du joueur avec une caméra tournée vers l'avion ciblé ou vers le missile en approche.
- Regarder l'avion ciblé avec une caméra tournée vers l'avion du joueur.

## Véhicules présents dans le jeu

### Pilotables par le joueur
Les véhicules pilotables par le joueur sont les deux prototypes concurrents du programme JSF :
- Le prototype Lockheed Martin X-35.
- Le prototype Boeing X-32.

Un code de triche permet de prendre le contrôle des autres appareils volants, mais sans le cockpit virtuel.

### Avions et hélicoptères
- Forces alliées :
  - L'avion de ravitaillement Boeing KC-135 Stratotanker
  - L'avion radar Boeing E-3 Sentry
  - Le chasseur General Dynamics F-16 Fighting Falcon
  - Le chasseur Lockheed Martin F-22 Raptor
  - Le bombardier Northrop B-2 Spirit
  - L'hélicoptère UH-1 Huey
- Forces ennemies
  - Le chasseur Dassault Mirage 5
  - Le chasseur General Dynamics F-16 Fighting Falcon
  - Le transporteur Iliouchine Il-76 en configuration classique ainsi que la version radar A-50 Mainstay
  - Le chasseur Mikoyan-Gourevitch MiG-29
  - L'hélicoptère Mil Mi-24
  - Le chasseur Soukhoï Su-27 Flanker
  - Le chasseur Soukhoï Su-35
  - Le bombardier Tupolev Tu-22M

### Navires
- Pétroliers
- Classe Krivak
- Classe Kirov

### Véhicules terrestres
- SA-19 Grisom
- SA-13 Gopher
- BMP-2
- KrAZ 260
- S-300V
- T-72T
- ZIL-135
- ZSU-23-4

## Armement
Les prototypes JSF possèdent quatre points d'emport en soutes (furtivité maximale) et quatre points d'emport sous les ailes. Les avions des équipiers sont uniquement équipés d'armes air-air (en configuration furtive ou non). L'avion du joueur peut être armé de :
- AIM-120C AMRAAM : missile air-air moyenne portée à guidage radar
- AIM-9X Sidewinder : missile air-air courte portée à guidage infrarouge
- AGM-88C HARM : missile air-sol anti-radar
- JDAM-3 (GBU-31 et GBU-32) : bombe à guidage GPS
- CBU-87 : bombe à sous-munitions à guidage infrarouge
- AGM-154 JSOW types A, B et C : bombe à guidage GPS avec ou sans sous-munitions (qui elles-mêmes peuvent éventuellement être guidées par infrarouge)
- Roquettes Mk 66 Hydra 70 dans un panier LAU 3/A